# Vol. 2: Hard Knock Life
Vol. 2: Hard Knock Life er det 3. album fra rapperen Jay-Z og det album der har solgt bedst.
Nummeret "Hard Knock Life" er et af de mest kendte indenfor rap og er blevet brugt ofte i forskellige sammenhænge.

## Nummerliste
1. "Hand It Down (Intro)" – 2:56
2. "Hard Knock Life (Ghetto Anthem)" – 3:58
3. "If I Should Die" – 4:55
4. "Ride or Die" – 4:48
5. "Nigga What, Nigga Who (Originator 99)" (featuring Amil and Big Jaz) – 3:53
6. "Money, Cash, Hoes" – 4:46
7. "A Week Ago" – 5:00
8. "Coming of Age (Da Sequel)" – 4:21
9. "Can I Get A..." (featuring Amil and Ja Rule) – 5:09
10. "Paper Chase" – 4:34
11. "Reservoir Dogs" – 5:19
12. "It's Like That" – 3:45
13. "It's Alright" (featuring Memphis Bleek) – 4:01
14. "Money Ain't a Thang" – 4:13